# أمة (إسلام)
الأمة هي كلمة عربية تعني المجتمع. وهي تتميز عن الشعب في أن الأمة ذات أصل مشترك أو جغرافيا مشتركة، ويمكن القول أنه مجتمع فوق وطني له تاريخ مشترك.
الأمة الإسلامية وتسمى كذلك بـ أمة محمد وأمة سيد ولد آدم وأمة الإسلام وأمة التوحيد وأمة الإيمان وأمة المسلمين تعني «المجتمع الإسلامي»، وتُستخدم عادة لتعني المجتمع الجماعي للمسلمين. في القرآن تشير الأمة عادة إلى مجموعة واحدة تشترك في المعتقدات الدينية المشتركة، في سياق الوحدة الإسلامية والسياسة تُستخدم كلمة أمة لتعني مفهوم يشبه الكومنولث الغربي، فأمة الإسلام تعني أن المسلمين وحدة واحدة.

## الاستخدام والأصل الإسلامي
يُعرف محمد رشيد رضا الأمة بأنها تلك الجماعة الذين تربطهم رابطة اجتماع يعتبرون بها واحدًا، وتسوغ أن يطلق عليهم اسم واحد، أو هي: الجماعة المؤلفة من أفرادٍ لهم رابطة تضمهم، ووحدة يكونون بها كالأعضاء في بنية الشخص؛ سواء أكانت كبيرة أو صغيرة، ويختلف هذا الرابط باختلاف مفهوم الأمة، فأمة الإسلام تربطها عقيدة الإسلام.
يصف القرآن المسلمين بأنهم أمة واحدة يجب أن تجتمع على أمر واحد وهو عبادة الله وحده لا شريك له فيقول: ﴿إِنَّ هَذِهِ أُمَّتُكُمْ أُمَّةً وَاحِدَةً وَأَنَا رَبُّكُمْ فَاعْبُدُونِ ۝٩٢﴾ [الأنبياء:92]. وأنه خير أمة من الأمم لما يمتازوا به من الأمر بالمعروف والنهي عن المنكر والإيمان بالله، يقول تعالى: ﴿كُنْتُمْ خَيْرَ أُمَّةٍ أُخْرِجَتْ لِلنَّاسِ تَأْمُرُونَ بِالْمَعْرُوفِ وَتَنْهَوْنَ عَنِ الْمُنْكَرِ وَتُؤْمِنُونَ بِاللَّهِ وَلَوْ آمَنَ أَهْلُ الْكِتَابِ لَكَانَ خَيْرًا لَهُمْ مِنْهُمُ الْمُؤْمِنُونَ وَأَكْثَرُهُمُ الْفَاسِقُونَ ۝١١٠﴾ [آل عمران:110].
ذكرت كلمة الأمة بمعنى أشمل من الأمة الإسلامية في صحيفة المدينة المنورة الذي عقده النبي محمد سنة 622 مع اليهود في المدينة المنورة، فبعد أن ذكرت الوثيقة أن المؤمنين أمة واحدة ذكرت أن يهود المدينة الداخلين في هذا العهد «أمة مع المؤمنين لليهود دينهم وللمسلمين دينهم مواليهم وأنفسهم إلا من ظلم أو أثم فإنه لا يوتغ إلا نفسه وأهل بيته».

## المعنى اللغوي والاصطلاحي
الأمة مصطلح من المصطلحات التي ولدت بميلاد الإسلام، مثل مصطلحات: الكفر والنفاق.
- والأمة تعني لغويًّا: الجماعة من الناس التي تؤم جهة معينة.
- وأما المعنى الاصطلاحي والشرعي: دل القرآن والحديث النبوي على معانٍ عديدة أهمها: أن الأمة هي مجموعة من الناس يحملون رسالة واحدة، فهي تتكون من عنصرين: الإنسان، والرسالة. والرسالة: أشار إليها القرآن باسم «الأمر بالمعروف والنهي عن المنكر والإيمان بالله». وأما الإنسان، فقد يكون فردًا واحدًا، مثل الإشارة إلى إبراهيم بأنه «أمه» عند قوله تعالى: ﴿إِنَّ إِبْرَاهِيمَ كَانَ أُمَّةً قَانِتًا لِلَّهِ حَنِيفًا وَلَمْ يَكُ مِنَ الْمُشْرِكِينَ ۝١٢٠﴾ [النحل:120]، وقول النبي في زيد بن عمرو بن نفيل: «يبعث أمة وحده»، وقول عبد الله بن مسعود: «إن معاذًا كان أمة قانتًا لله حنيفًا ولم يكُ من المشركين.» فيُفسِّر ابن مسعود الأمة بقوله: «الأمة الذي يعلم الخير، ويؤتم به ويقتدى، والقانت المطيع لله. وكان معاذ بن جبل - رضي الله عنه معلمًا للخير مطيعًا لله ورسوله».[10]